# Нетранзитивні кубики
Набір гральних кубиків є нетранзитивним, якщо він складається з трьох гральних кубиків A, B та C, для яких результат кидання кубика A з ймовірністю понад 50% більше результату кидання кубика B, результат кидання кубика B з ймовірністю понад 50% більше результату кидання кубика C, однак твердження про те, що результат кидання кубика A з ймовірністю понад 50% більше результату кидання кубика C, є хибним. Тобто набір гральних кубиків є нетранзитивним, якщо для нього бінарне відношення «випадіння більшого числа з ймовірністю понад 50%» не є транзитивним.
Існують набори гральних кубиків з більш вираженою властивістю, в яких для кожного кубика є інший, при киданні якого з ймовірністю понад 50% буде отримане більше число.

## Приклад

Приклад нетранзитивних кубиків (протилежні грані мають однакові числа).

Прикладом нетранзитивних кубиків є такий набір: 
- Кубик A з числами на гранях 2, 2, 4, 4, 9, 9.
- Кубик B з числами на гранях 1, 1, 6, 6, 8, 8.
- Кубик C з числами на гранях 3, 3, 5, 5, 7, 7.

Для цього набору ймовірність того, що при киданні A буде отримане число, більше ніж при киданні B; ймовірність того, що при киданні B буде отримане число, більше ніж при киданні C; а також ймовірність того, що при киданні C буде отримане число, більше ніж при киданні A, однакові і становлять 5/9, тобто цей набір є нетранзитивним.
Використання нетранзитивних кубиків впливає на результат гри з такими правилами:
1. Перший гравець обирає ігровий кубик з набору.
2. Другий гравець обирає один з кубиків, які лишилися в наборі після вибору першого гравця.
3. Обидва гравці кидають свої кубики; виграє гравець, в якого випало більше число.

При використанні транзитивних кубиків перевагу у грі має перший гравець, який може обрати кубик, результат кидання якого з ймовірністю щонайменше 50% буде більшим за результат кидання будь-якого іншого кубика з набору. У випадку ж використання набору нетранзитивних кубиків, наведеного вище, перевагу має навпаки другий гравець, який, незалежно від вибору першого гравця, може вибрати з кубиків, що лишилися, такий, кидання якого з ймовірністю 5/9 перевищить результат першого гравця.

## Варіанти нетранзитивних кубиків

### Кубики Ефрона
Кубики Ефрона — набір з чотирьох нетранзитивних кубиків, винайдений Бредлі Ефроном.

Кубики Ефрона

Чотири кубики A, B, C, D мають на своїх гранях такі числа:
- A: 4, 4, 4, 4, 0, 0
- B: 3, 3, 3, 3, 3, 3
- C: 6, 6, 2, 2, 2, 2
- D: 5, 5, 5, 1, 1, 1

#### Ймовірності
Результат кидання кожного з кубиків з набору більше результату кидання наступного кубика з ймовірністю 2/3:
{\displaystyle P(A>B)=P(B>C)=P(C>D)=P(D>A)={2 \over 3}}
Результат кидання кубика B визначений наперед; кубик A перевищить цей результат у 2/3 випадків, оскільки числа на чотирьох з шести його граней більші.
Аналогічно, кубик B перевищить результат C з ймовірністю 2/3, оскільки у C лише на двох гранях числа більші.
P(C>D) відповідно до результатів складання умовних ймовірностей двох подій:
- При киданні C випадає 6 (ймовірність 1/3); C дає більший результат незалежно від результату кидання D (ймовірність 1)
- При киданні C випадає 2 (ймовірність 2/3); C дає більший результат за умови отримання 1 при киданні D (ймовірність 1/2)

Сумарна ймовірність виграшу C таким чином становить:
{\displaystyle \left({1 \over 3}\times 1\right)+\left({2 \over 3}\times {1 \over 2}\right)={2 \over 3}}
Аналогічним чином ймовірність виграшу при киданні D у порівнянні з киданням A становить:
{\displaystyle \left({1 \over 2}\times 1\right)+\left({1 \over 2}\times {1 \over 3}\right)={2 \over 3}}

#### Найкращий кубик
Чотири кубики з набору Ефрона, втім, мають різні ймовірності виграшу у грі проти кубика, обраного випадковим чином з решти трьох.
Відповідно до розрахунків вище кидання кубика A дає результат більший за кидання B у двох третіх випадків, втім може перемогти D лише у кожному третьому випадку. Ймовірність же кращого результату при киданні A порівняно з киданням C становить 4/9 (на A має випасти 4 і на C має випасти 2). Таким чином загальна ймовірність отримання при киданні A більшого числа, ніж при киданні іншого кубика, обраного випадковим чином:
{\displaystyle {1 \over 3}\times \left({2 \over 3}+{1 \over 3}+{4 \over 9}\right)={13 \over 27}}
Аналогічно, B перемагає C з ймовірністю 2/3 та може перемогти A в 1/3 випадків. Ймовірність кубика B дати при киданні результат більший за результат кубика D становить 1/2 (ймовірність випадання 1 на кубику D). Таким чином ймовірність перемоги B над іншим кубиком з набору:
{\displaystyle {1 \over 3}\times \left({2 \over 3}+{1 \over 3}+{1 \over 2}\right)={1 \over 2}}
Кубик C перемагає D у двох третіх випадків та має ймовірність 1/3 виграшу над кубиком B. Ймовірність його виграшу над кубиком A становить 5/9. Сукупна ймовірність перемоги C над обраним випадковим чином «суперником»:
{\displaystyle {1 \over 3}\times \left({2 \over 3}+{1 \over 3}+{5 \over 9}\right)={14 \over 27}}
Нарешті D у 2/3 випадків перемагає A та в 1/3 випадків перемагає C. Ймовірність, що результат кидання цього кубика перевищить результат кидання B становить 1/2 (ймовірність випадання 5 на D). Тож D дасть результат, більший за результат обраного випадковим чином кубика з ймовірністю:
{\displaystyle {1 \over 3}\times \left({2 \over 3}+{1 \over 3}+{1 \over 2}\right)={1 \over 2}}
Таким чином кубик C є найкращим з набору з точки зору ймовірності випадіння числа, більшого за результат кидання будь-якого іншого кубика з набору. Для нього така ймовірність становить 0,5185. Кубик C також характеризується найбільшим математичним сподіванням результату кидання — 3+1⁄3 (для A воно становить 2+2⁄3, а для B та D рівно 3).

#### Варіанти з однаковими сумами чисел
Як зазначалося вище, кубики Ефрона характеризуються різними математичними сподіваннями результатів кидання, тобто, по суті, різними сумами чисел, нанесеними на їх грані. Для A така сума становить 16, у той час як для B та D 18, а для C 20. Оскільки нетранзитивність набору кубиків залежить від відносної величини чисел на їх гранях, а не від їх абсолютної величини, можливо підібрати такі варіанти чисел, для яких при незмінних ймовірностях перемоги при киданні суми чисел на гранях кубиків (а отже й математичне сподівання результатів їх кидання) будуть однаковими. Прикладами таких варіантів є:
- A: 6, 6, 6, 6, 0, 0
- B: 4, 4, 4, 4, 4, 4
- C: 8, 8, 2, 2, 2, 2
- D: 7, 7, 7, 1, 1, 1

або
- A: 7, 7, 7, 7, 1, 1
- B: 5, 5, 5, 5, 5, 5
- C: 9, 9, 3, 3, 3, 3
- D: 8, 8, 8, 2, 2, 2

Зазначені варіанти кубиків ілюструють важливість характеристик розподілу ймовірностей при порівнянні випадкових величин, оскільки є прикладом наборів величин, які мають однакові математичні сподівання, проте суттєво відрізняються результатами «гри» з їх використанням.

### Кубики з числами від 1 до 24
Набір з чотирьох кубиків, на гранях яких розміщено усі цілі числа з 1 по 24, може бути нетранзитивним. При цьому у кожній парі сусідніх кубиків кидання одного з них дає результат більший за результат кидання іншого з ймовірністю близькою до 2/3.
У грі на найбільше число при киданні кубиків з більшою ймовірністю B перемагає A, C перемагає B, D перемагає C, а A перемагає D.
- A: 1,  2,  16, 17, 18, 19
- B: 3,  4,  5,  20, 21, 22
- C: 6,  7,  8,  9,  23, 24
- D: 10, 11, 12, 13, 14, 15

#### Відношення до кубиків Ефрона
Кубики з числами від 1 до 24 по суті є аналогом кубиків Ефрона, оскільки з точки зору відносного результату кидання пари кубиків на кожному з них кожне з послідовних чисел може бути замінене на найменше серед них. Якщо після такої заміни числа, що лишилися на всіх кубиках, проранжувати та змінити на відповідний ранг (від 0 до 6), то отримуються кубики Ефрона.  
- A: 1,  2, 16, 17, 18, 19 -> 1,  1,  16, 16, 16, 16 -> 0, 0, 4, 4, 4, 4
- B: 3,  4,  5, 20, 21, 22 -> 3,  3,  3,  20, 20, 20 -> 1, 1, 1, 5, 5, 5
- C: 6,  7,  8,  9, 23, 24 -> 6,  6,  6,  6,  23, 23 -> 2, 2, 2, 2, 6, 6
- D: 10, 11, 12, 13, 14, 15 -> 10, 10, 10, 10, 10, 10 -> 3, 3, 3, 3, 3, 3

### Кубики Miwin

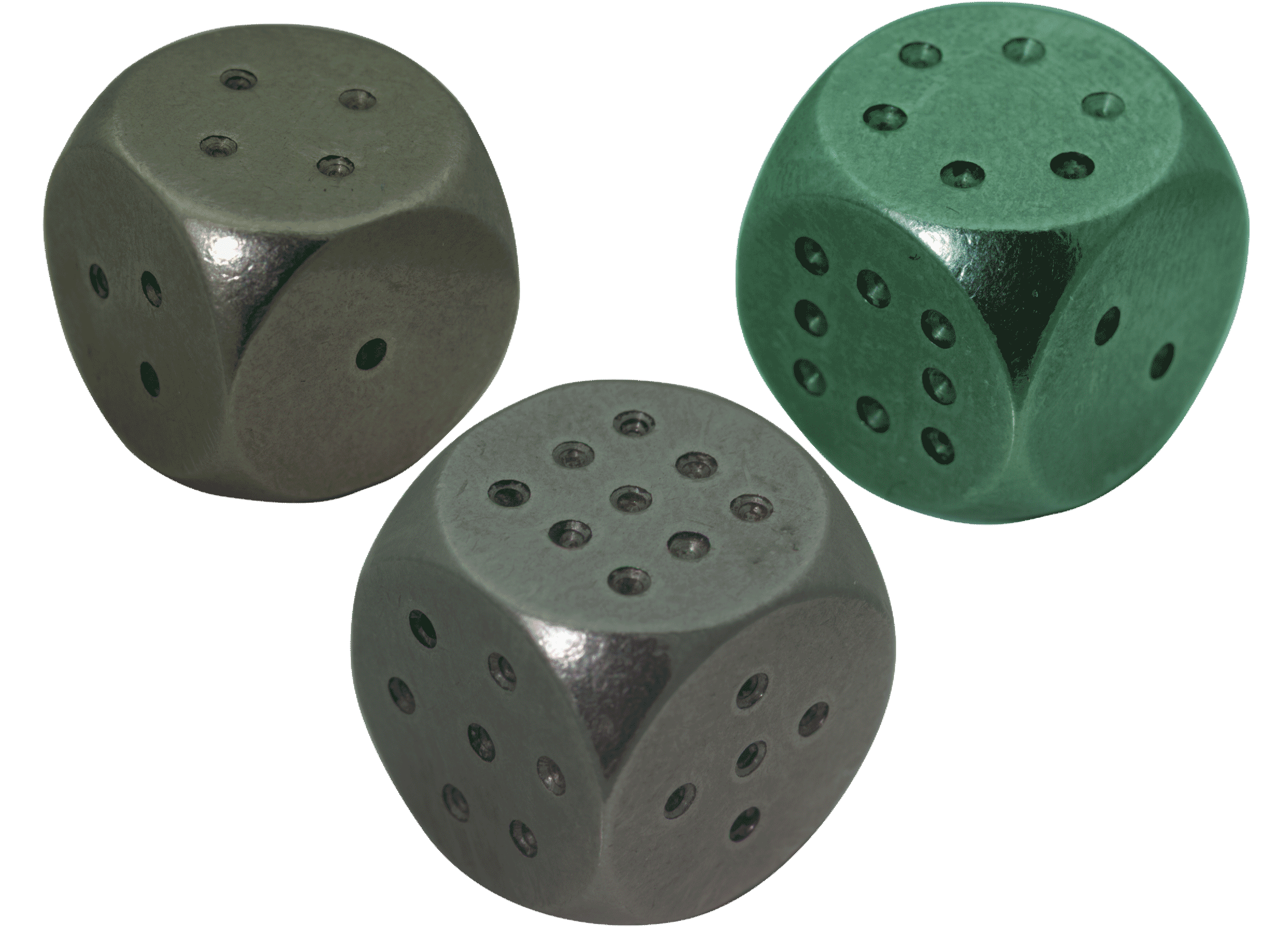
Кубики Miwin

Кубики Miwin були винайдені 1975 року німецьким фізиком Міхаелем Вінкельманом (нім. Michael Winkelmann) та отримали свою назву від скорочення його імені та прізвища.
Перший набір кубиків Miwin складається з трьох кубиків III, IV та V (названі за сумою двох найменших чисел на кожному):
- Кубик III з числами на гранях: 1, 2, 5, 6, 7, 9
- Кубик IV з числами на гранях: 1, 3, 4, 5, 8, 9
- Кубик V з числами на гранях: 2, 3, 4, 6, 7, 8

При цьому:
- ймовірність, що кубик III при киданні дасть число, більше ніж IV, становить 17/36
- ймовірність, що кубик IV при киданні дасть число, більше ніж V, становить 17/36
- ймовірність, що кубик V при киданні дасть число, більше ніж III, становить 17/36

Існує ще три набори кубиків Miwin з іншими комбінаціями чисел.

### Набір з мінімальними відмінностями від стандартних кубиків
Наступний нетранзитивний набір гральних кубиків має лише незначні відмінності від стандартних кубиків з числами від 1 до 6:
- подібно до стандартних кубиків сума чисел на усіх гранях становить 21
- подібно до стандартних кубиків використовуються лише числа від 1 до 6
- грані з однаковими числами на кожному з кубиків зустрічаються не частіше двох разів
- тільки дві грані мають числа, відмінні від стандартного грального кубика:
  - A: 1, 1, 3, 5, 5, 6
  - B: 2, 3, 3, 4, 4, 5
  - C: 1, 2, 2, 4, 6, 6

Аналогічно кубикам Miwin ймовірність «виграшу» кубика A проти B (або B проти C, C проти A) становить 17/36. Водночас ймовірність нічиєї складає 4/36, тож програш можливий лише у 15 випадках з 36.

## Нетранзитивні додекаедри
Аналогічно до нетранзитивних шестигранних гральних костей (кубиків) існують набори додекаедрів, дванадцятигранних гральних костей, які також пов'язані нетранзитивними відношеннями щодо випадіння більшого числа.
Найвідоміші гральні нетранзитивні додекаедри також мають авторство Міхаеля Вінкельмана й такі характеристики:
- Сума чисел на усіх гранях кожного додекаедра становить 114.
- Числа на гранях кожного конкретного додекаедра є унікальними (не повторюються).
- Шанси на перемогу кожного з додекаедрів Miwin у грі на більше число проти наступного в наборі додекаедра складають для першого набору 35:34, а для другого набору 71:67.

Набір 1:
| D III | 1 | 2 |   |   | 5 | 6 | 7 |   | 9 | 10 | 11 |    |    | 14 | 15 | 16 |    | 18 |
| D IV  | 1 |   | 3 | 4 | 5 |   |   | 8 | 9 | 10 |    | 12 | 13 | 14 |    |    | 17 | 18 |
| D V   |   | 2 | 3 | 4 |   | 6 | 7 | 8 |   |    | 11 | 12 | 13 |    | 15 | 16 | 17 |    |

|  |  |  |

Набір 2:
| D VI   | 1 | 2 | 3 | 4 |   |   |   |   | 9 | 10 | 11 | 12 | 13 | 14 |    |    | 17 | 18 |
| D VII  | 1 | 2 |   |   | 5 | 6 | 7 | 8 | 9 | 10 |    |    |    |    | 15 | 16 | 17 | 18 |
| D VIII |   |   | 3 | 4 | 5 | 6 | 7 | 8 |   |    | 11 | 12 | 13 | 14 | 15 | 16 |    |    |

|  |  |  |

### Нетранзитивні додекаедри з простими числами
Існують нетранзитивні набори додекаедрів, на кожному з яких числа не повторюються і є простими. 
Шанси на перемогу кожного з додекаедрів з нетранзитивних наборів Miwin у грі на більше число проти наступного в наборі додекаедра складають 35:34.
Набір 1: Сума чисел 564.
| PD 11 | 13 | 17 | 29 | 31 | 37 | 43 | 47 | 53 | 67 | 71 | 73 | 83 |
| PD 12 | 13 | 19 | 23 | 29 | 41 | 43 | 47 | 59 | 61 | 67 | 79 | 83 |
| PD 13 | 17 | 19 | 23 | 31 | 37 | 41 | 53 | 59 | 61 | 71 | 73 | 79 |

|  |  |  |

Набір 2: Сума чисел 468.
| PD 1 | 7  | 11 | 19 | 23 | 29 | 37 | 43 | 47 | 53 | 61 | 67 | 71 |
| PD 2 | 7  | 13 | 17 | 19 | 31 | 37 | 41 | 43 | 59 | 61 | 67 | 73 |
| PD 3 | 11 | 13 | 17 | 23 | 29 | 31 | 41 | 47 | 53 | 59 | 71 | 73 |

|  |  |  |